# Kóbor János
Kóbor János (Budapest, 1943. május 17. – Budapest, 2021. december 6.) Kossuth- és Liszt Ferenc-díjas magyar énekes, becenevén „Mecky”, az Omega frontembere.

## Élete
„Őseim között van osztrák, szász, sváb és ki tudja, még milyen germán törzsbéli. A Kóbor pedig valószínűleg a Cobourg név átírásából született. Anyai nagyanyám részéről pedagógus, pap is van a felmenőim között. Édesanyám apai ágán gazdálkodókról tudunk, nagyapám is a földből élt. Ezeket a nagyszüleimet sváb kulákként aztán 1946-ban marhavagonban ki is telepítették az országból, Nyugat-Németországba kerültek.”

Budapesten született id. Kóbor János és Reinauer Éva gyermekeként, szülei pénzügyi területen dolgoztak. Gyerekkora vakációit Bátaszéken, sváb rokonainál töltötte. Eleinte sportoló szeretett volna lenni, szép eredményeket ért el gátfutásban, azonban egy sérülés miatt kénytelen volt lemondani a sportolói pályáról. Apai nagyapja és nagybátyja építészek voltak, emiatt döntött úgy, hogy ő is építésznek tanul.
Első együttesét a József Attila Gimnázium tanulójaként alapította osztálytársaival. A hangszereket sorsolással választották ki, Kóbornak a ritmusgitár jutott, a bőgős, basszusgitáros Varsányi István lett, a dobos pedig Laux József (ő volt az egyetlen, akire nem sorsolással osztották a hangszerét). Később Laux a Benkó Dixieland Bandhez került, Kóbor és Varsányi pedig megalapították a Ciklon együttest, többek között Kovacsics András szólógitáros társaságában. A repertoárjukat instrumentális nyugati számok alkották.

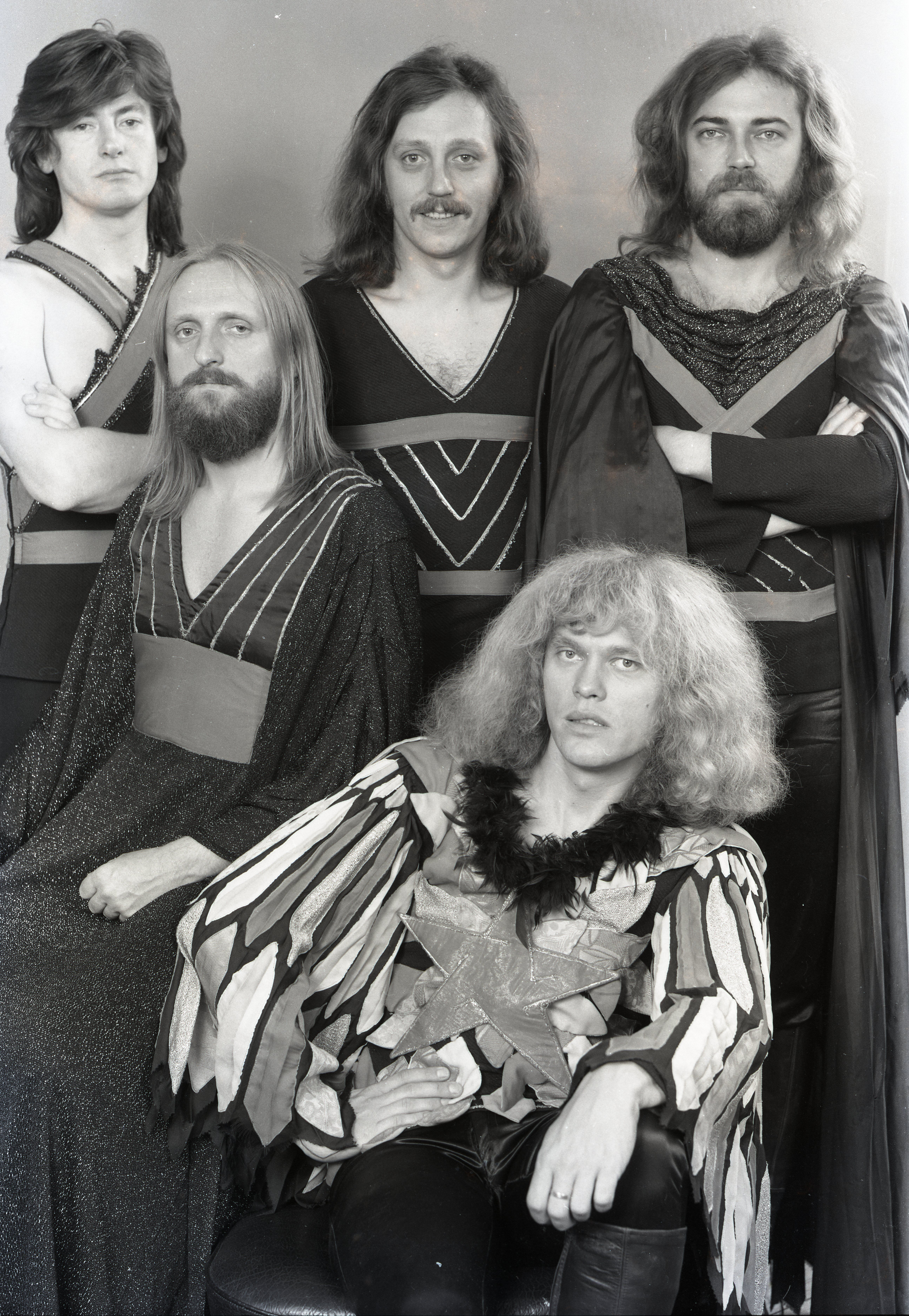
Az Omega együttes: Debreczeni Ferenc, Mihály Tamás, Molnár György, elöl Benkő László és az előtérben Kóbor János (1976)

Mivel állandó fellépőhelyet nem sikerült szerezniük, 1962-ben Kovacsiccsal és Varsányival együtt kiszemelték a Próféta együttest és elhatározták, hogy egyenként bekerülnek oda. A tervüket sikerült megvalósítaniuk, majd ősszel a Próféta utódjaként létrejött az Omega. 1964-ben csatlakozott a volt osztálytárs Laux is.
Már pályafutásának elején ráragadt a Mecky becenév, aminek eredetére később már maga sem emlékezett. Presser Gábor visszaemlékezése szerint, mivel Kóbor akkori példaképe a Rolling Stones-os Mick Jagger volt, valószínűleg az ő keresztnevének elferdítéséből keletkezhetett a ragadványnév (Mick, Micky → Mecky).
A kezdeti években továbbra is nyugati slágereket dolgoztak fel. Ekkor még Kóbor mellett énekelt Benkő László is, néhány alkalommal Koncz Zsuzsa, majd csatlakozott Somló Tamás és Wittek Mária. A hatvanas évek második felében azonban az Omega saját slágereinek többségét már Kóbor énekelte, az 1971 óta felvett dalokban pedig ő az egyedüli szólóénekes. A 6–13. és 16. albumokon az összes háttérvokál is az ő hangján hallható (leszámítva a 7–9. albumok néhány dalában a női vokált). 

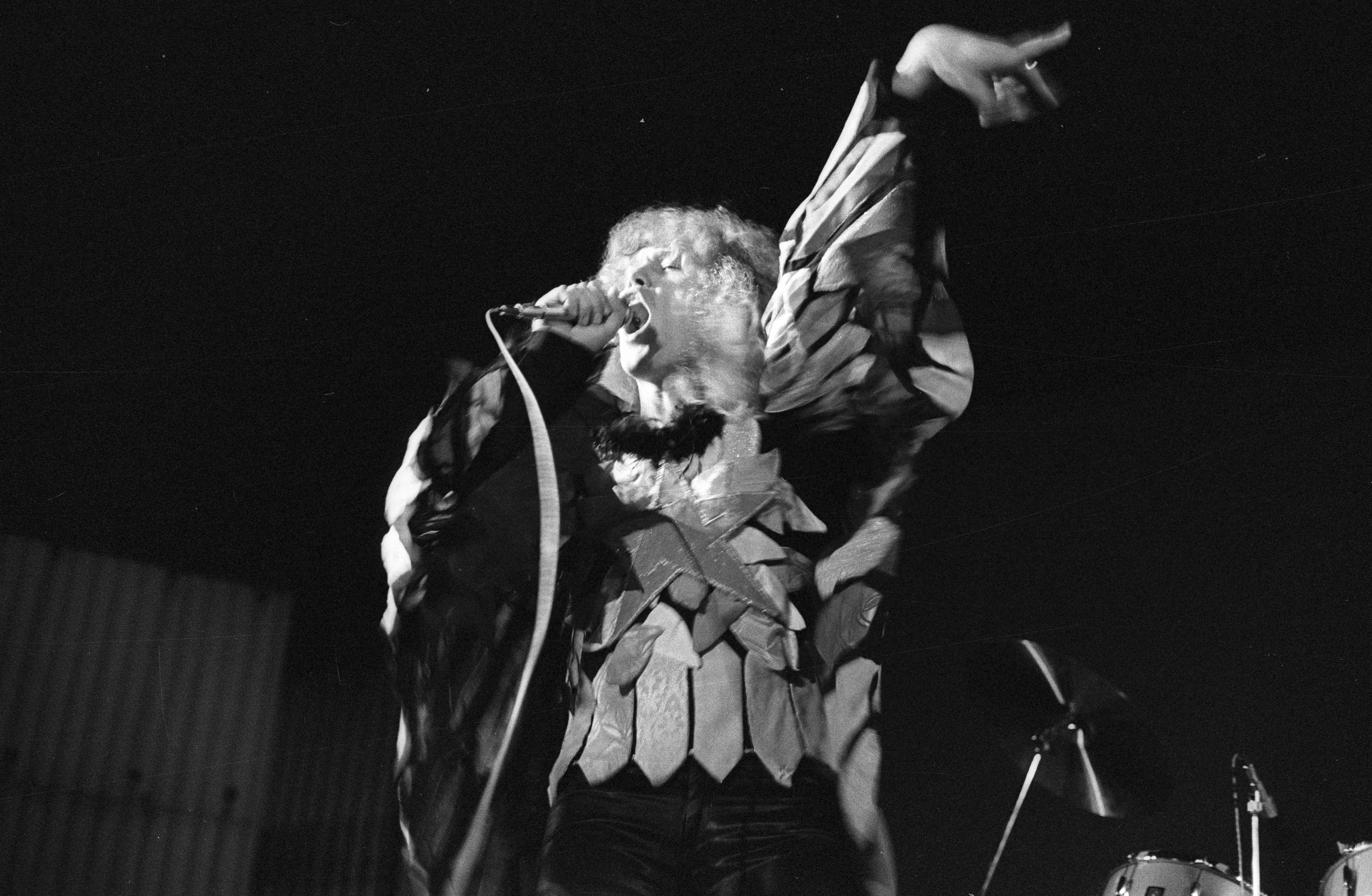
1978-ban

Az angol albumokon szintén ő énekel, kivétel az 1968-as Omega Red Star from Hungary, aminek felvételére nem tudott kiutazni Angliába, valamint az 1996-os Transcendent, amin csak vokálozott a holland Edwin Balogh mellett. A gitározással Presser Gábor tanácsára 1970-ben felhagyott, és csak az 1980-as kisstadioni koncerteken (a Nem tilthatom meg és a 10000 lépés dalokban) , majd az Omega Oratórium turnéján akasztotta a nyakába újra a hangszert, az Álmod őrzi egy kép című dalban.
A dalok megírásánál az 1970-es években főképp az énekdallam és a szöveg egymáshoz igazítása volt a feladata, ezekben a dalokban a nevét a zeneszerző és a szövegíró között jegyzik. Írt néhány szöveget önállóan is: Hűtlen barátok, Régvárt kedvesem, Helló, Elefánt! (nem került lemezre), Addig élj, Ne legyen / Never feel shame. Olyan dal, aminek a zenéjét írta, sokáig csak kevés volt (Félbeszakadt koncert, Levél – Posta restante), 2006-ban az Égi jel albumon azonban többségében az ő szerzeményei hallhatók: négy önálló (köztük a címadó dal), kettő Mihály Tamással, egy Szekeres Tamással közös. Az utolsó Omega-album, a Testamentum új dalai is nagyrészt az ő alkotásai lehetnek, bár itt újra az Omegát nevezték meg kollektíven zeneszerzőként.
Énekesi pályafutása szinte teljesen az Omegához kötődik, ugyanakkor az Omega-stúdióban számos lemez készítésében vett részt producerként, zenei rendezőként, hangmérnökként. Első közreműködése más produkcióban a Scorpions budapesti és kassai koncertje volt 2009-ben, ezzel Klaus Meine és Rudolf Schenker 1994-es vendégszereplését viszonozta.
2010-ben elkészítette az Omega Rhapsody albumot, amit szólóalbumként harangoztak be, de címéből is kitűnik, hogy nagyban az Omegához kapcsolódó anyagról van szó. 2011-ben élőben is bemutatták a művet. 2012-ben megjelent magyar változata is az Omega Szimfónia & Rapszódia dupla albumon, majd 2013-ban az Omega Oratórium album következett, amelyet templomi koncerteken mutattak be élőben. A bátaszéki templom tornyának felújítására több jótékonysági koncertet adtak az album turnéja során. 2014-ben Kóbor régi vágya teljesült – koncertet adhatott a rendszerváltás 25. évfordulójának tiszteletére a Hősök terén. A koncerten fellépett a Scorpions is, Kóbor együtt énekelte a Wind of Change-t Klaus Meinével.
2018-ban A Dal című műsor első válogatójának extra produkciójaként kivételesen nem az Omegával lépett fel: a Balkan Fanatikkal közösen adta elő a Régi csibészek feldolgozását. Ugyancsak kivételes alkalom volt vendégszereplése Demjén Ferenc év végi koncertjén 2019-ben (ami, mint utóbb kiderült, az utolsó színpadi fellépése volt): három Omega-dalt adott elő, valamint duettben a Sohase félj című Demjén-dalt. Utóbbiról készített egy saját demófelvételt is, aminek videóját az Omega Facebook-oldalán tették közzé.

## Magánélete

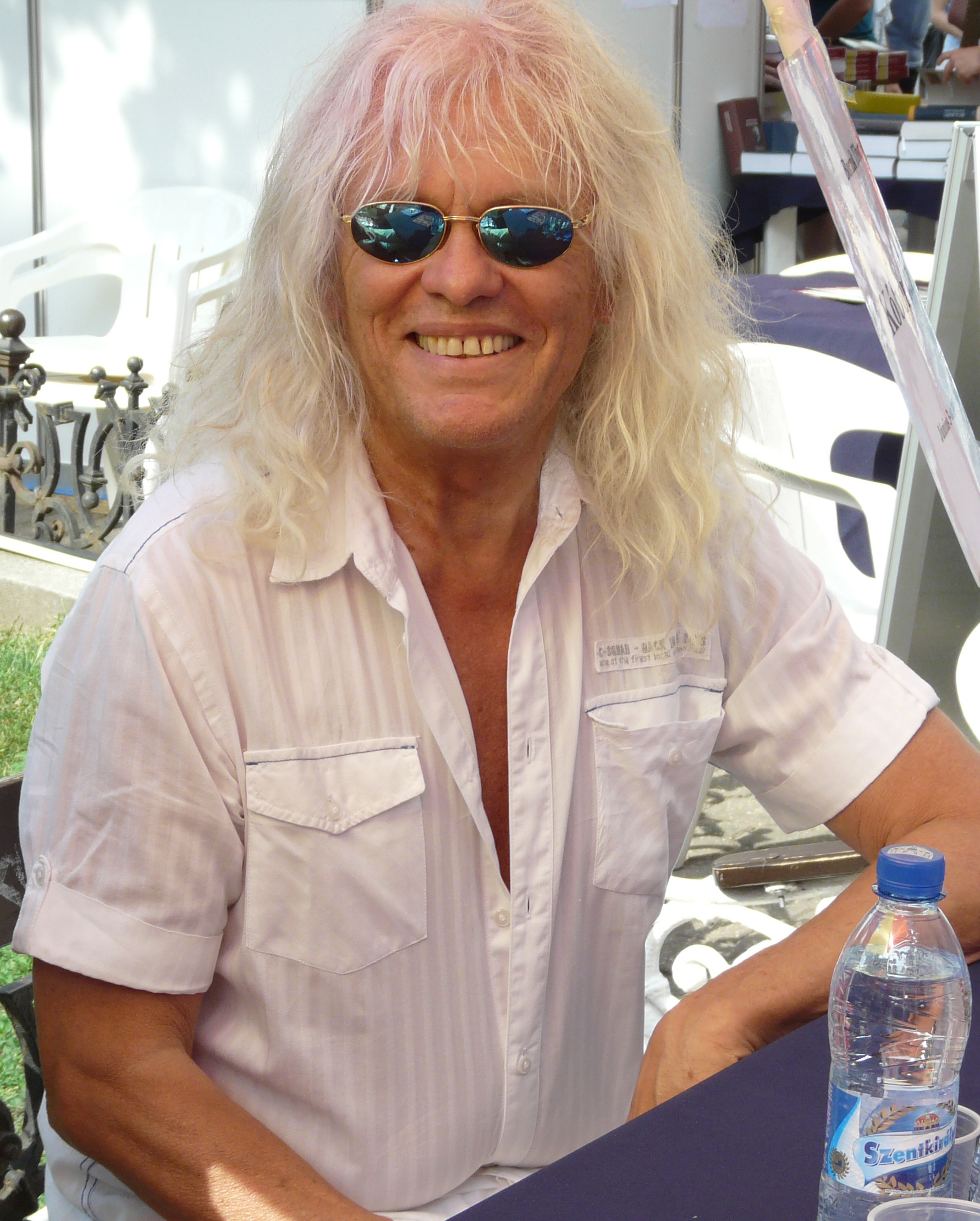
2011-ben

Első feleségétől egy fia született (Dániel, 1976), aki technikusként dolgozik. 2008 júliusában másodjára nősült, a nála 23 évvel fiatalabb Deme Zsókát vette el Balatonaligán, akitől egy lánya (Léna, 2007) született. Dániel révén két unoka (Hanga Szófia, 2018; Sára, 2020) nagyapja volt , ugyanakkor a második felesége idősebb lányától született Elza nevű kislányt is hasonlóan szerette. Ugyanakkor nem tartotta magát tipikus nagypapának, aki gügyörészik a kicsikkel.
A Budapesti Műszaki Egyetemen szerzett építészmérnöki diplomát, azonban sosem dolgozott ezen a területen. Korábban atletizált, de egy sérülés miatt felhagyott ezzel a sporttal. Hobbija a vitorlázás volt, amit Balatonaligán űzött, de nem versenyszerűen, mert elmondása szerint nem szeretett megszabott útvonalon haladni.
Kóbor János a Covid19-pandémia során koronavírus-fertőzés következtében hunyt el.  A koronavírus elleni védőoltást nem adatta be magának – pedig felesége és zenésztársai is győzködték, hogy térjen jobb belátásra, és oltassa be magát. Az Emberi Erőforrások Minisztériuma az énekest saját halottjának tekinti.
Kóbor János búcsúztatóját 2021. december 17-én a Szent István-bazilikában tartották. A gyászmisét Mohos Gábor segédpüspök celebrálta. A szertartáson a pályatársak nevében Frenreisz Károly tartott búcsúbeszédet, az Omega rajongói klub nevében pedig Gazdag László. A szertartáson megjelent többek között Debreczeni Ferenc, Molnár György, Nagy Feró, Gömöry Zsolt és Pataky Attila is. A hamvait két urnában helyezték el: az egyik a Szent István-bazilika altemplomába került, a másik, egy speciális lebomló urna pedig a végakarata szerint a Balatonba.

## Diszkográfia

### Omega
Itt az együttes sorlemezeinek listája olvasható, bővebben lásd az Omega szócikket. Az együttes valamennyi kiadványán közreműködött, kivéve az Omega Red Star from Hungaryn, amelynek felvételeire nem tudott kiutazni (de a borítón ott szerepel a képe és a neve).
- Trombitás Frédi és a rettenetes emberek (1968)
- 10000 lépés (1969)
- Éjszakai országút (1970)
- Élő Omega (1972)
- Omega 5 (1973)
- Omega 6: Nem tudom a neved (1975)
- Omega 7: Időrabló (1977)
- Omega 8: Csillagok útján (1978)
- Gammapolis (1979)
- Omega X: Az arc (1981)
- Omega XI (1982)
- Omega 12: A Föld árnyékos oldalán (1986)
- Babylon (1987)
- Trans and Dance (1995)
- Omega XV: Egy életre szól (1998)
- Égi jel: Omega (2006)
- Testamentum (2020)

### Komolyzenei Omega-átiratok
- Omega Rhapsody (2010)
- Omega Szimfónia & Rapszódia (2012)
- Omega Oratórium (2014)

### Közreműködés
- Benkő László – Omega-mix (1991) (Kóbor János közr.: gitár-, ritmus- és nagyzenekari programok)

## Díjai, elismerései
- Yamaha fesztivál fődíja (1970)
- Liszt Ferenc-díj – megosztva az Omega együttes tagjaival (1987)
- A Magyar Köztársasági Érdemrend kiskeresztje (1995)[24]
- Pro Urbe Budapestért díj – megosztva az Omega együttes tagjaival (2011)
- Kossuth-díj – megosztva az Omega együttes tagjaival (2013)
- Budapest díszpolgára (2013)[25]
- Ortodox Érdemrend Nagykeresztje – Oroszország (2013)
- Pro Urbe Bátaszék (2013)[26]
- Tolna Megyei Príma Díj (2015)[26]
- Emberi Méltóságért-díj (2016)[27]
- Fonogram Életműdíj – megosztva az Omega együttes tagjaival (2018)
- Inter-Lyra-díj[28]

## Jelentősebb zenész- és szerzőtársai
- Adamis Anna
- Benkő László
- Csordás Levente
- Debreczeni Ferenc
- Demeter György
- Földi Albert
- Gömöry Zsolt
- Jankai Béla
- Keresztes Ildikó
- Kovacsics András
- Küronya Miklós
- Laux József
- Mihály Tamás
- Molnár György
- Presser Gábor
- Somló Tamás
- Szöllössy Katalin
- Sülyi Péter
- Szekeres Tamás
- Trunkos András

## Emlékezete
2022. október 22-én Bátaszéken, Sóház utca 1. szám alatti épületen emléktáblát avattak a tiszteletére. Születésének 80. évfordulóján, 2023. május 17-én Budapest II. kerületének önkormányzata a Modori utca és a Hűvösvölgyi út találkozásánál, Kóbor János családjának egykori házához közel emlékpadot állított.